# Thierry Roland
Pour les articles homonymes, voir Roland.
Thierry Roland, né le 4 août 1937 à Boulogne-Billancourt et mort le 16 juin 2012 à Paris 15e, est un journaliste sportif et un célèbre commentateur français de matchs de football.
D'une longévité exceptionnelle à l'antenne, il a longtemps travaillé pour Antenne 2, puis pour TF1 avant de rejoindre M6. Il a ainsi commenté durant sa carrière 13 coupes du monde, 9 championnats d'Europe et 1 360 matchs de football. Il fut également commentateur pour certaines compétitions d'athlétisme, de boxe et a couvert plusieurs Jeux olympiques depuis 1960.
Jouissant d’une grande popularité en tant que commentateur des matches de football, il a souvent été surnommé « la voix du football » ou « la voix de l’équipe de France ». À sa mort, une minute de silence a été observée juste avant le coup d'envoi du match France-Suède lors de l'Euro 2012.

## Biographie

### Famille et jeunesse
Thierry Roland est le fils de Claude-Roland Lévy, dit Claude Roland français juif et résistant gaulliste, bijoutier à Paris, qui meurt d'une méningite virale à 35 ans, alors que son fils n'avait pas dix ans, et de Liouba Protassieff, russe née à Saint-Pétersbourg.
Adolescent, il est élève à Gerson, puis à Janson-de-Sailly, et au Cours Pollès. Son frère, Claude Roland (1946-2007), fut conseiller de Paris, adjoint au maire du 9e arrondissement et secrétaire national du RPR chargé des relations internationales.
Dans sa jeunesse, il joue un peu au football et est un supporter du club parisien du Racing Club de France — il est ainsi ramasseur de balle le 8 mai 1949 lors de la finale de la Coupe de France (victoire du Racing 5-2 face à Lille).

### Carrière

#### Débuts de carrière avec l'ORTF
En 1955, à dix-huit ans, Thierry Roland est engagé à la radio par Georges Briquet, à l'émission duquel il avait participé en 1949, alors âgé de douze ans. Il commence alors sa carrière au service des sports de la RTF, puis de l'ORTF. C'est Raymond Marcillac, créateur du premier service des sports à la télévision française, qui le fait passer devant les caméras. Il participe notamment à l'émission Les Coulisses de l'exploit consacrée aux grand exploits sportifs, et où officièrent notamment Michel Drucker, Robert Chapatte, Adolphe Dhrey et Roger Couderc et écrit des articles consacrés aux sports pour Télé Magazine. En 1962, il commente sa première Coupe du monde de football au Chili. 

#### Six ans à la radio avec France Inter
En 1969, il est victime dans un groupe, de licenciements effectués à la radio-télévision publique après les évènements de mai 68. Il rejoint alors France Inter, afin de commenter des matchs de football et plus généralement des événements sportifs. Il y restera jusqu'en 1975.

#### Antenne 2
Thierry Roland  revient à la télévision sur Antenne 2. Il est tout d'abord en binôme avec Bernard Père, mais en 1979, il commence également à commenter avec Jean-Michel Larqué, qui vient de mettre fin à sa carrière de footballeur. Dans un premier temps, Bernard Père et Larqué alternent à tour de rôle comme consultant auprès de Thierry Roland avant qu'Antenne 2 donne sa préférence définitive à Jean-Michel Larqué. Le binôme Roland-Larqué va perdurer durant plus de 30 ans, tout d’abord sur Antenne 2, puis sur TF1. Le duo va même peu à peu gagner en célébrité au point de finir par incarner en France la voix du foot et d'être parodié aux Guignols de l'info. Thierry Roland jouait le rôle du commentateur supporteur et Larqué apportait un commentaire plus technique.
Outre le football, il fut également commentateur pour certaines compétitions d'athlétisme, de boxe et a couvert plusieurs Jeux olympiques depuis 1960[réf. nécessaire].

#### Apogée de sa carrière sur TF1
En 1984, Roland et Larqué quittent la deuxième chaîne pour TF1. Outre les commentaires des matches, ils animent de 1984 à 2003 le magazine Téléfoot, alors l'émission française phare du football le dimanche matin. Ils sont présents comme commentateurs lors des drames du Heysel (finale de la Coupe des clubs champions européens 1984-1985) et de Furiani (demi-finale de la Coupe de France de football 1991-1992).
En 1997, il remporte le 7 d'or du Meilleur journaliste sportif. Cette année-là, il coprésente également l'émission Intervilles. Avec Jean-Michel Larqué, il est fait Chevalier de la Légion d'honneur le 16 mai 2000 par Jacques Chirac.
Victime d'une rupture d'anévrisme en 2003, il sera obligé de prendre du repos. Il est mis à l'écart par TF1 à la fin de l'année 2004, et est remplacé par Thierry Gilardi, transfuge de Canal+, pour les commentaires des principaux matchs et la présentation de Téléfoot. Il continue sur TF1 pendant encore quelques mois, limité alors à commenter quelques matchs de Coupe de France. Il poursuit en parallèle sa carrière de commentateur sur la filiale de TF1, TPS Star. Le 17 novembre 2004, il commente alors ce qui est annoncé comme son dernier commentaire d'un match de l'équipe de France, une rencontre amicale contre la Pologne (0-0) au Stade de France. Il commente son dernier match sur TF1 le 4 juin 2005, lors de la finale de la Coupe de France Auxerre-Sedan.

#### Retraite et fin de carrière sur M6
À la surprise générale, Thierry Roland sort de sa retraite le 27 octobre 2005, en annonçant son arrivée sur la chaîne rivale M6. Cette dernière, qui se lance dans la diffusion de grandes compétitions de football, était à la recherche d'un commentateur reconnu. Il va alors couvrir une partie des matchs de la Coupe du monde 2006 (mais pas ceux de l'équipe de France dont TF1 détient l'exclusivité) en association avec l'ancien footballeur Frank Lebœuf, champion du monde 1998. Il fera de régulières apparitions dans l'émission 100 % Foot durant la première saison (2005-2006) et en est devenu chroniqueur en septembre 2006. Il est également consultant régulier pour l'émission Direct sport sur la chaine Direct 8.
En juin 2008, il commente les matches de l'Euro 2008 sur M6, toujours avec Frank Lebœuf, qui marque ses retrouvailles avec l'équipe de France le 9 juin 2008 à l'occasion du match Roumanie-France (0-0) ainsi que le 17 juin 2008 avec France-Italie (0-2), dont M6 assure la diffusion. Il commentera par la suite quelques matchs de l'équipe de France auquel M6 décrochera exceptionnellement les droits de diffusions, la quasi-exclusivité des droits TV des matchs de la sélection nationale tricolore étant détenus par TF1, les apparitions de Thierry Roland en tant que commentateur se feront rare.
Le 14 novembre 2009, il commente de nouveau sur M6, un match de l'équipe de France contre la république d'Irlande (0-1), en match aller des barrages pour la Coupe du Monde 2010.
Le 7 septembre 2010, il commente sur M6, Bosnie-France (0-2), un match des éliminatoires de l'Euro 2012.
Le 25 mars 2011, il commente un autre match sur M6 des éliminatoires de l'Euro 2012 entre le Luxembourg et la France (0-2).
Le 6 septembre 2011, il commente sur M6 le match entre la Roumanie et la France (0-0) avec son ancien compère de TF1, Jean-Michel Larqué.

### Autres activités
Thierry Roland est aussi l'un des sociétaires phare de l'émission Les Grosses Têtes sur RTL et TF1, où il se fait remarquer par son rire sarcastique très particulier, qui suscite de nombreux quolibets et railleries de la part de Philippe Bouvard, d'Olivier de Kersauson et de Francis Perrin, qui s'amusent à l'imiter[réf. souhaitée].
Depuis la fin des années 1980, il est aussi le pronostiqueur vedette de l'hebdomadaire de paris sportifs Lotofoot Magazine[réf. souhaitée], et a présenté avec Moon Dailly quelques épisodes de l'émission Takeshi's Castle sur M6 en décembre 2006. Il a également fait des apparitions dans quelques films, y jouant son propre rôle, dont Delphine 1, Yvan 0 et Trois zéros.
Il est l'auteur de nombreux ouvrages sportifs dont La fabuleuse histoire de la Coupe du monde et La fabuleuse histoire des coupes d'Europe. Ami de nombreux joueurs, il fut président du Variétés Club de France pendant 32 ans (de mars 1980 jusqu’à son décès en juin 2012), une équipe où évoluent de nombreux anciens internationaux et des célébrités, notamment son ami Michel Platini.
Dans les années 1980, il est membre du groupe de musique Carton Rouge, dont la chanson phare est Troisième mi-temps.[réf. souhaitée]
En septembre 2011, il anime sur la radio lyonnaise locale, Tonic radio, sur laquelle il coprésente le lundi soir (18 h - 20 h) un débat sur l'actualité du football.

### Vie privée et mort
En 2004, après 28 ans de vie commune, Thierry Roland épouse la réalisatrice de télévision Françoise Boulain à Coulommiers[réf. nécessaire]. L'union est célébrée par Guy Drut, le maire de la commune, et pour l'occasion Thierry Roland se fait enregistrer comme habitant au logis de ce dernier, bien que domicilié dans une autre commune[réf. nécessaire]. Ils ont un enfant, nommé Gary.

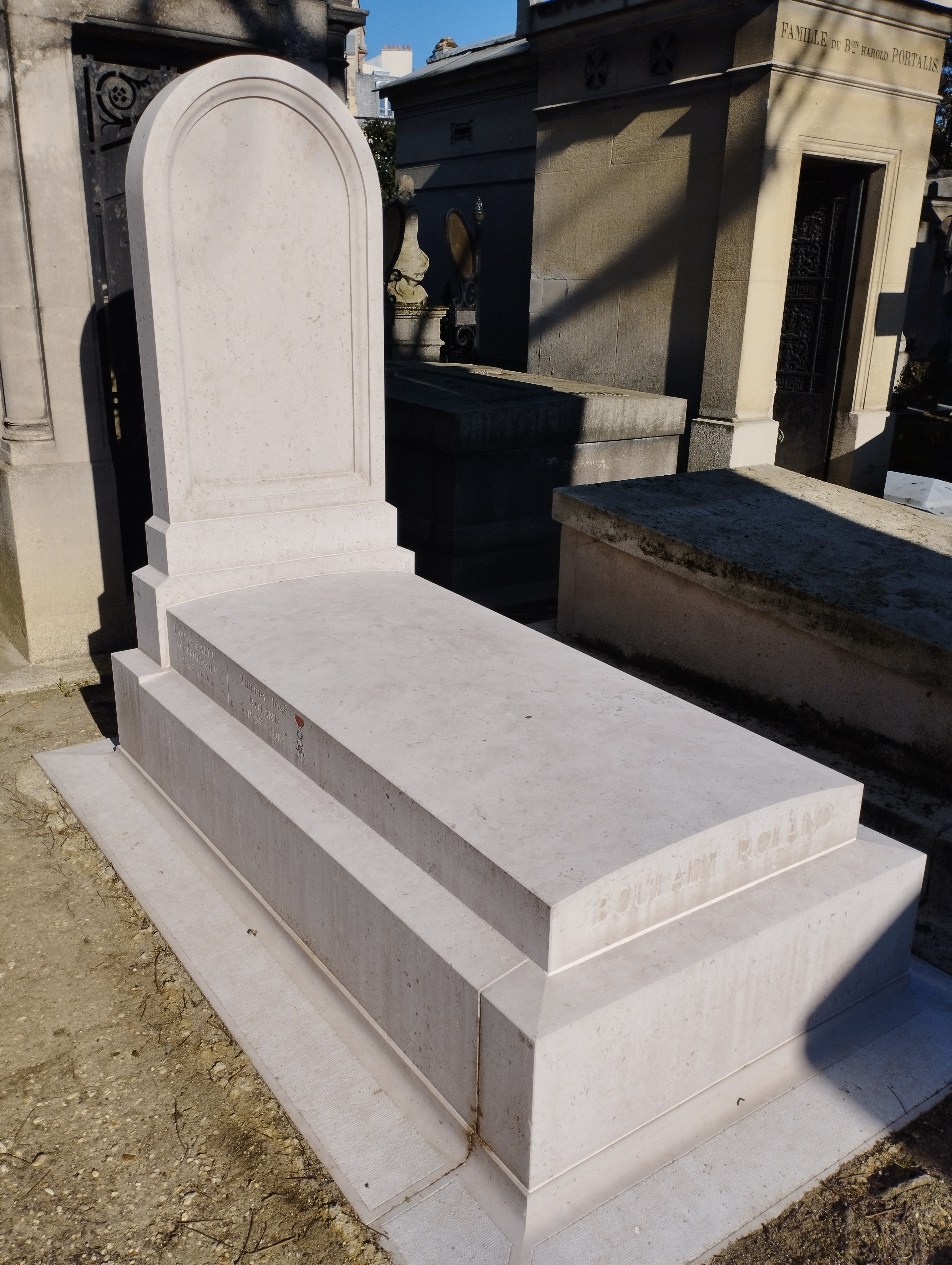
Tombe de Thierry Roland au cimetière de Passy (division 5).

Thierry Roland meurt dans le 15e arrondissement de Paris, le 16 juin 2012, vers trois heures du matin, à l'âge de 74 ans, des suites d'un accident vasculaire cérébral. Selon le journaliste Jacques Vendroux, « il a regardé le match de l'équipe de France et puis il s’est endormi et il a fait un AVC vers 3 heures du matin. Les médecins ont essayé de le réanimer et Thierry n’est jamais reparti »,. De nombreuses personnalités du football et du journalisme lui rendent hommage.
Après sa mort, son ancien partenaire Jean-Michel Larqué indique que Thierry Roland aurait dû commenter l'Euro 2012 à ses côtés mais qu'il avait dû renoncer à la dernière minute, devant se faire opérer pour un calcul biliaire : « Il se faisait une telle joie de reformer le tandem. Il est parti sans ça. Le plus terrible c'est que sa dernière joie j'aurais pu la lui procurer, et j'ai pas pu ! ». Le jour de sa mort, la station RTL organise une émission spéciale en son honneur.
Ses obsèques sont célébrées le 21 juin 2012 à la basilique Sainte-Clotilde de Paris, dans le 7e arrondissement de Paris. Il est inhumé auprès de ses parents au cimetière de Passy (division 5), dans le 16e arrondissement de Paris.

### Hommages
À la suite de la mort de Thierry Roland, une minute de silence est observée en son honneur lors du match France-Suède de l'Euro 2012 à Kiev. Le 6 février 2013, la tribune de presse du Stade de France est rebaptisée à son nom, à l'occasion du match amical France-Allemagne (1-2).
Jouissant d’une grande popularité en tant que commentateur des matches de football, Thierry Roland a souvent été surnommé « la voix du football » ou « la voix de l’équipe de France »,. L'animateur de télévision Jean-Pierre Foucault disait de lui qu'il était « vendu avec le poste » lorsque l'on achetait un téléviseur.

## Style de commentateur
Certaines des expressions de Thierry Roland lors de ses commentaires de matches, tels : « Ces deux-là ne passeront pas leurs vacances ensemble », « Fauché comme un lapin en plein vol », « Il a avalé la trompette », « Le ballon est allé dans le zig et lui est allé dans le zag », « Il n'a pas fait le voyage pour rien » ou « Ce n'est pas la ligne droite de Longchamp », contribuèrent à sa popularité.
Et sa meilleure, lors de la finale 1998 au Stade de France contre le Brésil 3-0, quelle minutes après le coup de sifflet final...« Deux buts de Zidane, un but de Petit, je crois qu'après avoir vu ça, on peut mourir tranquille. Enfin le plus tard possible, mais on peut. Ah. c'est superbe. Quel pied, oh quel pied ! Oh putain ! Oh lala ! ».
Mais il fut aussi très critiqué pour son côté franchouillard, pour ses insultes envers l'arbitre (« Alors ça, je n'ai vraiment pas peur de le dire, M. Foote, vous êtes un salaud ! (...) Quel scandale cet arbitrage, c'est invraisemblable. J'ai jamais vu un individu pareil. Il devrait être en prison, pas sur un terrain de football! ») ou à propos d'un arbitre roumain (« J'ai jamais vu un fumier pareil ! Michel Hidalgo m'a dit hier que les Roumains étaient les plus faciles à acheter »). Ainsi, commentant la finale de la Coupe de France 1966 pour l'ORTF, il expliqua à la suite de la victoire du RC Strasbourg que « la Coupe quittait la France ».  
Son style très particulier lui valut d'être une caricature récurrente de l'émission humoristique Les Guignols de l'info. La réplique culte de la marionnette de son complice Jean-Michel Larqué, « Tout à fait Thierry » était même devenue culte et les noms des deux hommes étaient chantés dans les stades.

## Publications

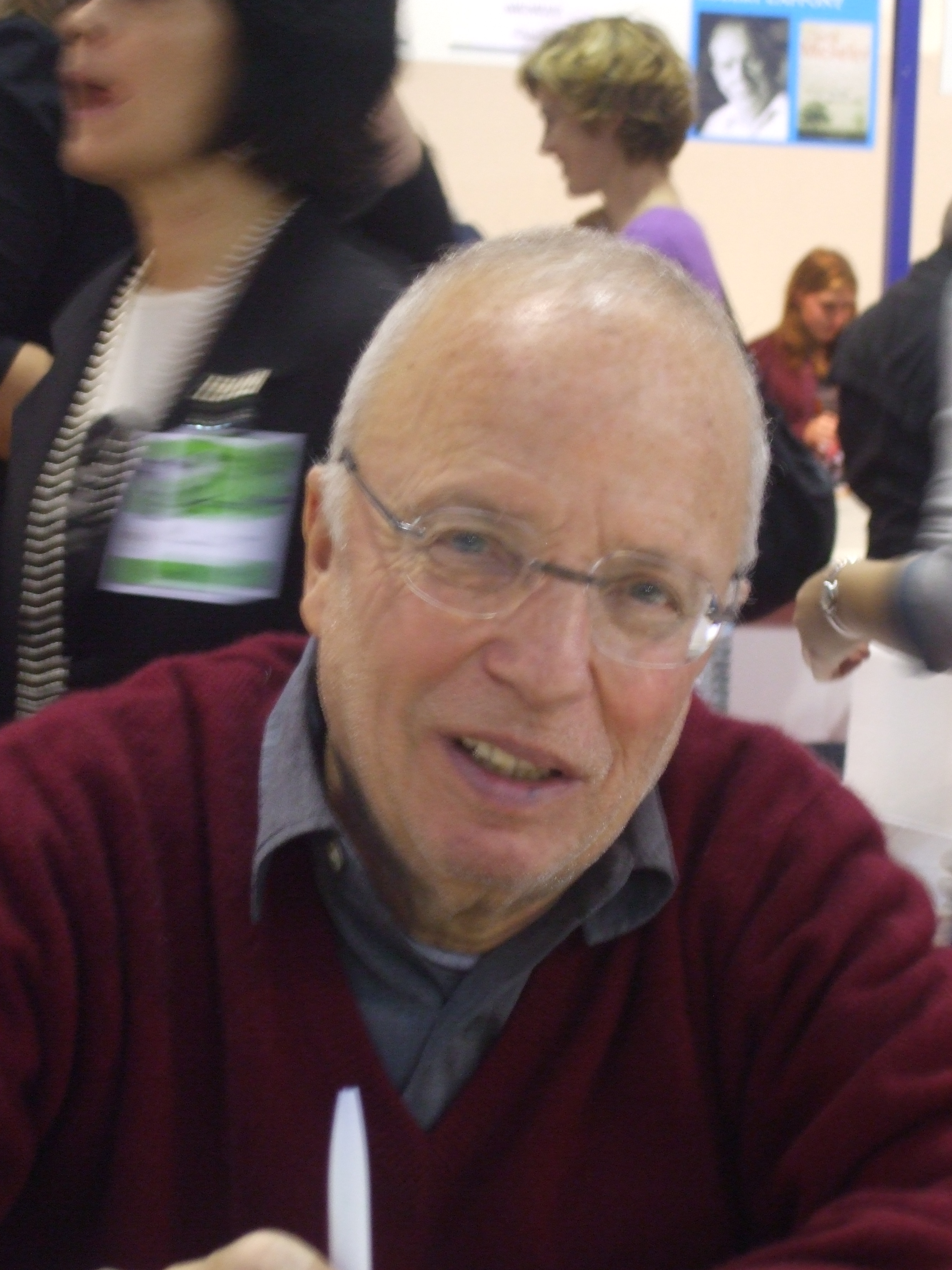
Thierry Roland à la Foire du livre de Brive-la-Gaillarde en novembre 2010.

- « La fabuleuse histoire des coupes d'Europe des origines à 1973 », première partie de La Fabuleuse histoire des coupes d'Europe des clubs, ODIL, 1985.
- « La fabuleuse histoire des coupes d'Europe de 1974 à nos jours », deuxième partie de La Fabuleuse histoire des coupes d'Europe des clubs, Nathan, 1987.
- Tout à fait, Jean-Michel ! : Fragments d'un discours sur le football (avec Jean-Michel Larqué, illustrations de Jean-Jacques Sempé), Seuil, 1993.
- La légende de la coupe du monde, Minerva, 1998.
- La Balle au centre. Mémoires (avec Dominique Grimault), Flammarion, 2001.
- La Fabuleuse histoire de la Coupe du monde, Minerva, 2002.
- Mes 100 plus grands matchs, Larousse, 2005
- Mes 100 plus grands joueurs, Larousse, 2006.
- 100 % Bleus, Solar, 2008.
- Mes 13 coupes du monde, Éditions du Rocher, 2010.
- Les Grandes Années du Football (avec Jean-Paul Vespini), préface de Michel Hidalgo, Jacob-Duvernet, Paris, 2011.  (ISBN 978-2-8472436-11)
- Êtes-vous fort en foot ?, Larousse, 2011.
- Mes plus grands moments de football, Larousse, 2012.

## Filmographie
- 1994 : André Baston contre le professeur Diziak de Laurent Ardoint, Stéphane Duprat et Florence Roux : lui-même
- 1996 : Delphine 1, Yvan 0 de  Dominique Farrugia : lui-même
- 2002 : Trois zéros de Fabien Onteniente : lui-même
- 2009 : Micmacs à tire-larigot de Jean-Pierre Jeunet : lui-même

## Jeux vidéo
- 1995 : UEFA Euro 96 England, sur DOS et Saturn.
- 1999 : Telefoot Manager, sur Playstation et PC.
- 1999 : Le Monde des Bleus, sur Playstation.
- 2000 : Telefoot Manager 2000, sur PC.
- 2000 : Le Monde des Bleus 2, sur Playstation.
- 2002 : Le Monde des Bleus 2003, sur Playstation 2.

## Discographie
- 1988 : La troisième mi-temps, Carton Rouge (Olivier Caste - Thierry Roland - Jean Charasse)
- 1991 : Il suffit d'un ou deux excités, Footbrothers.
- 1992 : Tout à fait Thierry, Thierry Roland, Jean-Michel Larqué, Jacky Hanouna et Manuel Del Rio Flores.

### Film documentaire
- Thierry Roland il était une voix, film documentaire (110 min) réalisé par Laurent Lefebvre et Gaël Leiblang, écrit et raconté par Dominique Grimault, documentaliste audiovisuel Fabrice Héron, produit par Gaël Leiblang, produit pat Elephant Doc et diffusé sur M6 en juin 2016.